# アナトリー・ボンダルチュク
アナトリ－・ボンダルチュク (ロシア語:Анатолий Павлович Бондарчук、1940年3月31日 - )は、旧ソビエト連邦の陸上競技選手。ハンマー投の元世界記録保持者であり、1972年ミュンヘンオリンピック金メダリストである。1976年モントリオールオリンピックでも銅メダルを獲得している。
彼は、ハンマー投のコーチとしても非常に有能であり、世界記録保持者であるユーリ・セディフをはじめ23人のオリンピック選手を育て上げている。